# 전장사
《전장사》(중국어 간체자: 战长沙, 정체자: 戰長沙, 병음: Zhàn Cháng Shā 잔창사[*])는 2014년 방송되었던 중화인민공화국의 텔레비전 드라마이다.